# Walter Reeves
Walter Reeves (* 25. September 1848 bei Brownsville, Fayette County, Pennsylvania; † 9. April 1909 in Streator, Illinois) war ein US-amerikanischer Politiker. Zwischen 1895 und 1903 vertrat er den Bundesstaat Illinois im US-Repräsentantenhaus.

## Werdegang
Im Jahr 1856 zog Walter Reeves mit seinen Eltern auf eine Farm im LaSalle County in Illinois, wo er die öffentlichen Schulen besuchte. Danach unterrichtete er für einige Zeit selbst als Lehrer. Nach einem anschließenden Jurastudium und seiner 1875 erfolgten Zulassung als Rechtsanwalt begann er in Streator in diesem Beruf zu arbeiten. Gleichzeitig schlug er als Mitglied der Republikanischen Partei eine politische Laufbahn ein.
Bei den Kongresswahlen des Jahres 1894 wurde Reeves im elften Wahlbezirk von Illinois in das US-Repräsentantenhaus in Washington, D.C. gewählt, wo er am 4. März 1895 die Nachfolge von Benjamin F. Marsh antrat. Nach drei Wiederwahlen konnte er bis zum 3. März 1903 vier Legislaturperioden im Kongress absolvieren. In diese Zeit fiel der Spanisch-Amerikanische Krieg von 1898. Seit 1901 war Reeves Vorsitzender des Patentausschusses. Im Jahr 1902 verzichtete er auf eine erneute Kongresskandidatur.
Bereits im Jahr 1900 strebte Walter Reeves erfolglos die Nominierung seiner Partei für die anstehende Wahl zum Gouverneur von Illinois an. Nach dem Ende seiner Zeit im US-Repräsentantenhaus praktizierte er wieder als Anwalt. Er starb am 9. April 1909 in Streator.